# Peña Forca
Peña Forca – szczyt w Pirenejach Zachodnich. Leży w Hiszpanii, w prowincji Huesca, blisko granicy z Francją. Góra posiada trzy szczyty:
- zachodni - 2389 m,
- główny - 2391 m,
- wschodni - 2387 m.